# Похоронна команда 12
«Похоронна команда 12» (англ. Body Team 12) — американський документальний короткометражний фільм, знятий Девідом Даргом. Світова прем'єра відбулась 19 квітня 2015 року на Трайбекському міжнародному кінофестивалі. Стрічка є однією з десяти з-поміж 74 заявлених, що увійшли до шортлиста премії «Оскар-2016» у номінації «найкращий документальний короткометражний фільм». Фільм розповідає про працівників ліберійського Червоного Хреста, завдання яких поховати або прибрати тіла загиблих від гарячки Ебола в Західній Африці.

## Визнання
| Нагороди та номінації фільму «Похоронна команда 12» | Нагороди та номінації фільму «Похоронна команда 12» | Нагороди та номінації фільму «Похоронна команда 12» | Нагороди та номінації фільму «Похоронна команда 12» | Нагороди та номінації фільму «Похоронна команда 12» | Нагороди та номінації фільму «Похоронна команда 12» |
| Рік                                                 | Кінопремія / Кінофестиваль                          | Категорія / Нагорода                                | Номінант                                            | Результат                                           | Дж                                                  |
| --------------------------------------------------- | --------------------------------------------------- | --------------------------------------------------- | --------------------------------------------------- | --------------------------------------------------- | --------------------------------------------------- |
| 2015                                                | Трайбекський міжнародний кінофестиваль              | Найкращий документальний короткометражний фільм     | «Похоронна команда 12»                              | Перемога                                            |                                                     |
| 2015                                                | Міжнародна асоціація документального кіно           | Найкращий короткометражний фільм                    | «Похоронна команда 12»                              | Номінація                                           |                                                     |
| 2016                                                | 88-а церемонія вручення нагороди «Оскар»            | Найкращий документальний короткометражний фільм     | «Похоронна команда 12»                              | Номінація                                           | [ 3 ]                                               |